# Burgruine Kauder
Die Burgruine Kauder (polnisch Zamek w Kłaczynie) in Kłaczyna (deutsch Kauder) gehört zur Landgemeinde Dobromierz (Hohenfriedeberg) im Powiat Świdnicki (Kreis Schweidnitz) in der Woiwodschaft Niederschlesien in Polen. Die Ruine liegt acht Kilometer nordöstlich von Bolkenhain. Historisch gehörte die Burg Kauder von Anfang an zum Herzogtum Schweidnitz-Jauer.

## Geschichte
Das Dorf Kauder wurde erstmals 1249 urkundlich erwähnt und gehörte zum 1248 geschaffenen Herzogtum Liegnitz. Die Burg Kauder wurde vermutlich im 15. Jahrhundert auf einer 15 × 30 m großen Insel in der Wütenden Neisse errichtet. Wahrscheinlich wurde sie in den Hussitenkriegen zerstört und im 16. Jahrhundert wieder auf- und ausgebaut. Für 1529 und 1626 sind die Herren von Reibnitz, seit 1654 die Grafen von Schweinitz als Besitzer belegt. Bei Blitzschlägen 1877 und 1891 wurde die Burg schwer beschädigt. Erhalten haben sich vor allem der quadratische Turm und der Schornstein des Küchenbaus.

## Bauwerk
Erhalten haben sich Reste eines Wartturms, an dessen Bekrönung Halbkreiszinnen erkennbar sind, die denjenigen der Bolkoburg ähneln. An der Süd- und Nordseite war die Anlage von einer Ringmauer umgeben; an der Nordseite bestand wahrscheinlich ein Arkadengang. Für das Mauerwerk wurde blaugrauer Schiefer verwendet, für die architektonischen Teile grauer Sandstein. Die Ruinen sind heute überwuchert.